# SummerSlam (1992)
SummerSlam 1992 est le cinquième SummerSlam, pay-per-view de catch produit par la World Wrestling Entertainment. Il s'est déroulé le 29 août 1992 au Wembley Stadium à Londres en Angleterre, mais était diffusé le 31 août aux États-Unis. L'affluence était de 80 355 spectateurs[réf. nécessaire].Elle reste dans les annales comme la plus grande affluence de l'histoire de SummerSlam

## Résultats
| #                                                          | Résultats | Stipulations                                           | Commentaires | Durée |
| ---------------------------------------------------------- | --- | ------------------------------------------------------ | --- | ----- |
| Dark match                                                 | Jim Duggan et The Bushwhackers (Butch Miller et Luke Williams) battent The Mountie et The Nasty Boys (Brian Knobbs et Jerry Sags) (avec Jimmy Hart) | 6-Man Tag Team Match                                   | - Duggan a fait le tombé sur The Mountie après que Sags a accidentellement porté une descente du coude sur the Mountie. | 12:33 |
| 1                                                          | Papa Shango bat Tito Santana | Match simple                                           | - Shango a effectué le tombé sur Santana. | 06:00 |
| 2                                                          | The Legion of Doom (Hawk et Animal) battent Money Inc. (Ted DiBiase et Irwin R. Schyster) (avec Jimmy Hart)                                         | Tag team match                                         | - Animal a effectué le tombé sur DiBiase à la suite d'un Powerslam après que Dibiase est entré en collision avec I.R.S. sur le tablier du ring. - C'était la dernière apparition de la LOD dans un pay-per-view de la WWF jusqu'à 1997. | 15:10 |
| 3                                                          | Nailz bat Virgil | Match simple                                           | - Nailz a battu Virgil via une prise du sommeil. | 03:55 |
| 4                                                          | Shawn Michaels (avec Sensational Sherri) vs Rick Martel                                                                                             | Match simple                                           | - Il n'y a eu aucun vainqueur à cause d'un double décompte à l'extérieur. | 08:06 |
| 5                                                          | The Natural Disasters (c) (Earthquake et Typhoon) battent The Beverly Brothers (Blake et Beau) (avec The Genius)                                    | Tag team match pour le WWF Tag Team Championship       | - Earthquake a porté le tombé sur Beau après un Earthquake squash. | 10:30 |
| 6                                                          | Crush bat The Repo Man | Match simple                                           | - Crush a fait abandonner Repo Man avec un Cranium Crush. | 05:41 |
| 7                                                          | The Ultimate Warrior bat Randy Savage par décompte extérieur                                                                                        | Match simple pour le WWF Champion                      | - Warrior a défait Savage par décompte à l'extérieur grâce à l'intervention de Mr. Perfect et Ric Flair.Randy Savage conserve le titre.                                                                                                 | 28:00 |
| 8                                                          | The Undertaker (avec Paul Bearer) bat Kamala (avec Harvey Wippleman et Kim Chee) par disqualification                                               | Match simple                                           | - Undertaker a battu Kamala par disqualification. | 03:27 |
| 9                                                          | Tatanka bat The Berzerker (avec Mr. Fuji) | Match simple                                           | - Tatanka a effectué le tombé sur Berzerker. | 05:46 |
| 10                                                         | The British Bulldog (avec Lennox Lewis) bat Bret Hart (c)                                                                                           | Match simple pour le WWF Intercontinental Championship | - Bulldog a effectué le tombé sur Hart avec un petit paquet. | 25:40 |
| (c) désigne le champion défendant son titre dans le match. | |                                                        | |       |